# Макарій I Єрусалимський
Макарій I або Макарій I Єрусалимський (грец. Μακάριος Α' Ἱεροσολύμων) — єпископ Єрусалиму з 312 року до незадовго до 335 року, згідно з Созоменом. Його визнають святим у православній та католицькій церквах.
Афанасій Великий в одній зі своїх промов проти аріанства посилається на Макарія як на приклад «чесного та простого стилю апостольських людей».  Дата 312 р. приєднання Макарія до єпископату зустрічається у хроніці Євсевія Кесарійського у версії Єроніма Стридонського.
Близько 325 року він супроводжував Єлену Августу, матір Костянтина Великого, у її пошуках реліквій Страстей Ісуса в Єрусалимі, включаючи хрест, на якому, як вважалося, був розіп'ятий Ісус з Назарету.
За словами Євсевія, він отримав довгий лист від Костянтина з посиланням на будівництво базиліки Гробу Господнього в Єрусалимі: «Така благодать нашого Спасителя, що жодна сила мови не здається достатньою, щоб описати дивовижну обставину, про яку я говорю. Бо що пам'ятник Його найсвятішої Страсті, так давно похований під землею, мав залишатися невідомим стільки років, аж поки він знову не з'явився його слугам, тепер звільненим через усунення того, хто був спільним ворогом. Це факт, який справді перевершує будь-яке захоплення... А щодо колон і мармурів, що б ви не визнали, після фактичної перевірки плану, особливо цінним і корисним, будьте старанні надіслати нам інформацію в письмовій формі, щоб будь-яку кількість або вид матеріалів ми оцінювали. Якщо ваш лист буде потрібним, його можна добути з усіх боків, за потребою, тому що найдивовижніше місце у світі має бути гідно прикрашене."
Макарій значиться як один з єпископів, яким папа Александр Александрійський написав застереження проти Арія. Його смерть, мабуть, була перед Тирським собором 335 року, на якому його наступник Максим, очевидно, був одним із присутніх єпископів.

## Макарій і аріанство
Макарій брав участь у Нікейському соборі (325 р.), і варто згадати дві припущення щодо ролі, яку він там відіграв. Перше полягає в тому, що між ним і його митрополитом Євсевієм Кесарійським був конфлікт щодо прав їхніх відповідних престолів. Сьомий канон Собору — «Як показують звичай і стародавня традиція, що єпископа Елії [Єрусалиму] слід шанувати, він має першість; однак без шкоди для гідності, яка належить Митрополії» — своєю невизначеністю припускає, що це був результат нічийного бою. Друга припущення полягає в тому, що Макарій разом з Євстафієм Антіохійським мав значну участь у складанні Нікейського символу віри, остаточно прийнятого Першим Нікейським собором у 325 році.
Про енергійність його опозиції теології аріанства свідчить образлива манера, в якій Арій пише про нього у своєму листі до Євсевія Нікомедійського. В «Історії Нікейського собору», що приписується Геласію з Кізіка, є ряд уявних суперечок між отцями Собору та філософами, які підтримували Арія. В одній із таких суперечок, де Макарій є речником єпископів, він захищає Зішестя в пекло. Це, з огляду на питання, чи було Зішестя в пекло знайдене в Єрусалимському Символі віри, є примітним, тим більше, що в інших аспектах мова Макарія відповідає цьому Символу віри. Ім'я Макарія з'являється першим серед тих єпископів Палестини, які підписалися на Нікейському соборі; Євсевій займає п'яте місце. Афанасій у своїй енцикліці до єпископів Єгипту та Лівії поміщає ім’я Макарія (який на той час уже давно померлого) серед тих єпископів, відомих своєю ортодоксією. Созомен розповідає, що Макарій призначив Максима, який згодом став його наступником, єпископом Лідії, і що це призначення не набуло чинності, оскільки жителі Єрусалиму відмовилися розлучитися з Максимом. Він також наводить іншу версію історії, згідно з якою сам Макарій передумав, побоюючись, що, якщо Максим прибуде, замість нього (Макарія) буде призначений неортодоксальний єпископ. Тіллемонт дискредитує цю історію: таким чином Макарій порушив би сьомий канон Нікеї та Аеція, який на час собору був єпископом Лідди, безумовно, жив у 331 році, і, цілком ймовірно, у 349 році. Звичайно, якщо Аецій пережив Макарія, історія ламається; але якщо він помер невдовзі після 331 року, це здається досить правдоподібним. Той факт, що Макарій наближався до свого кінця, пояснювало б небажання позбавлятися Максима — чи з його боку, чи з його пастви. Перше заперечення Тіллемонта не має ніякої ваги. Сьомий канон був занадто нечітким, щоб забезпечити від православного єпископа, такого як Макарій, дуже суворі погляди на права митрополита такого напіваріана, як Євсевій.

## Макарія і Святі місця
Феофан (пом. 818) у своїй Хронографії змушує Костянтина наприкінці Нікейського собору наказати Макарію шукати місця Воскресіння, Страстей і Істинного Хреста. Ймовірно, що так і сталося, бо розкопки почалися дуже скоро після собору, і, здавалося б, під керівництвом Макарія. 
Величезний курган і кам'яна кладка з храмом Венери на вершині, які за часів Адріана були нагромаджені над Гробом Господнім, були зруйновані, і «коли первісна поверхня землі з'явилася, негайно, всупереч усім очікуванням, виявлено святий пам’ятник Воскресіння Спасителя». Почувши цю звістку, Костянтин написав Макарію з розкішними розпорядженнями побудувати на цьому місці церкву. Пізніше він написав ще одного листа «До Макарія та решти єпископів Палестини» з наказом побудувати церкву в Мамбре, яка також була осквернена язичницькою святинею. Євсевій, хоча й дає вищезгаданий надпис, говорить про цей лист як «до мене», думаючи, можливо, про свою митрополичу гідність (Віт. конст., III, 51-53). На місцях Різдва і Вознесіння також будували церкви.

## Шанування
Макарій визнаний святим у православній та католицькій традиціях. Мощі святого Макарія, включаючи його череп, знаходяться в каплиці святого Антонія (Піттсбург, Пенсільванія).
10 березня відзначається свято Макарія.